# Khrustalnyi
Khrustalnyi (tiếng Ukraina: Хрустальний) là một thành phố Ukraina. Thành phố thuộc tỉnh Luhansk ở phía đông của Ukraina. Dân số theo điều tra năm 2001 là 94875 người.